# طواف ماليزيا 2013
طواف ماليزيا 2013 هو سباق دراجات هوائية أقيم بتاريخ 1–3 مايو، تكون السباق من 3 مراحل وامتدّ لمسافة 515 كم، استغرق السباق 12 ساعة 47 دقيقة 56 ثانية.